# Catedral de Nuestra Señora del Rosario (Girardota)
La Catedral de Nuestra Señora del Rosario de Girardota es una iglesia catedralicia de culto católico bajo la advocación de la Virgen del Rosario. Es un edificio de estilo neorrománico, construido en ladrillo macizo a la vista, tomó 32 años su construcción y fue diseñado por el arquitecto francés Charles Émile Carré (1863-1909), más conocido como Carlos Carré. El templo está situado en el costado oriental del parque principal del municipio colombiano de Girardota, al norte del Valle de Aburrá (Antioquia). En un principio, el edificio comenzó como un tempo parroquial y en 1988 fue elevado al rango de catedral, cuando el Papa Juan Pablo II por la Bula "Qui Peculiari" creó la diócesis de Girardota estableciendo a este municipio como cabecera de la nueva Iglesia particular.
Además, el templo es uno de los principales sitios de peregrinaje del Valle de Aburrá, en su interior se encuentra la imagen del Señor Caído de Girardota. Se le atribuyen cientos de milagros y los peregrinos viajan allí a cumplir con sus promesas. Es una obra de la imaginería quiteña realizada en madera policromada con mascarilla metálica. La imagen ha permanecido en el mismo lugar en el retablo principal de la nave lateral de la Catedral, que desde tiempos pasados se ha denominado "La Puerta del Perdón". Es usada en las procesiones de Semana Santa.

## Historia
La zona en la que hoy se encuentra Girardota, fue habitada por los indios Nutabes y Yamesíes que se dedicaban básicamente a la agricultura. 
En 1620 un grupo de colonos venidos de Santa Fe de Antioquia, funda un caserío con el nombre de San Diego. Éste caserío dependió de la ciudad de Santa Fe de Antioquia (capital del departamento en ese entonces) hasta el año de 1675 en que pasó a manos de la Villa de Medellín.
Bajo la soberanía medellinense el lugar fue bautizado como Hato Grande. En 1702, se construyó una pequeña capilla llamada la viceparroquia de la Virgen del Rosario, que comenzó a aglutinar al naciente pueblo en torno a él. Luego, dicha capilla, comenzó ha alberga aun gran número de peregrinos que venían a rendir culto a la imagen del Señor Caído, por lo cual la capacidad del pequeño templo no era suficiente y se comienza a ver la necesidad de contar una edificación adecuada que pueda acoger a los fieles.
En 1880 el Obispo de la diócesis de Medellín, Bernardo Herrera Restrepo, quien ya estaba familiarizado con el trabajo del arquitecto francés Carlos Carré por la obra de la Catedral de Medellín, encargó a éste la elaboración de los planos para el nuevo templo. Para comenzar los trabajos de la construcción, la parroquia colocó un tejar en un paraje próximo a la vereda Cabildo, en terrenos propiedad de Raimundo Londoño, quien donó todo el barro que necesitara la obra. La cal para las mezclas de pega venía, en cambio, de las caleras que estaban arriba de la vereda de Juan Cojo.
El 10 de marzo de 1890 se iniciaron los trabajos con la bendición de la primera piedra, realizada por el Obispo Herrera Restrepo, quien incitó a la población para que ayudara a la construcción del nuevo templo. Para 1902 ya se había terminado los cimientos y se comenzaron a construir los muros, por lo cual el Obispo Joaquín Pardo Vergara ordenó que se continuar con los trabajos sin interrupción. En 1907, gracias a lo avanzado que estaba el edificio, se hizo en él el Sermón de las siete palabras. El culto fue trasladado finalmente el 27 de noviembre de 1910, a causa del deterioro de la sacristía de la antigua iglesia.

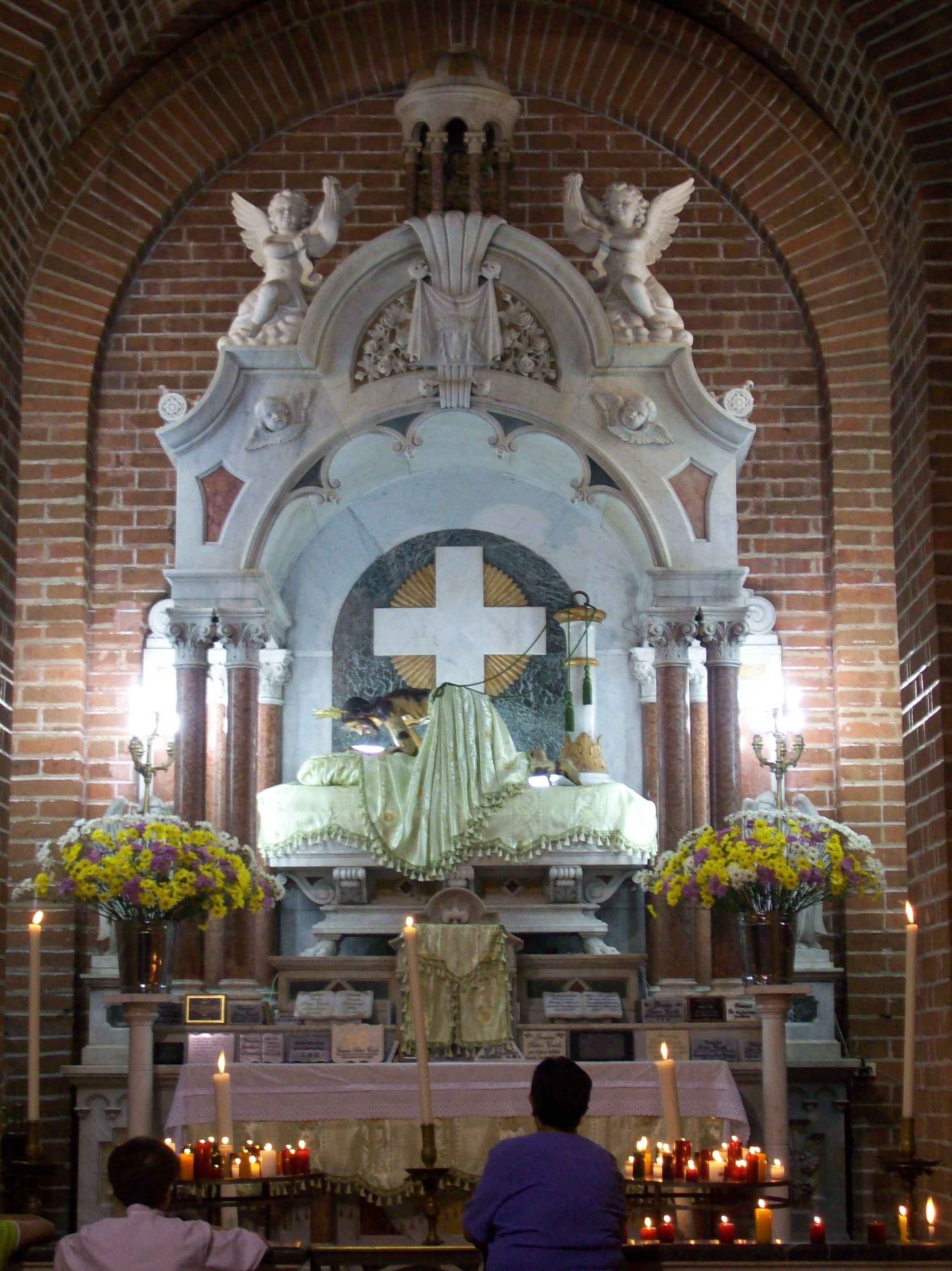
Retablo con el Señor Caído de Girardota.

En 1918 el Obispo Manuel José Caicedo verificó que la edificación estaba a punto de concluirse por completo. Cuatro años después ordenó la adquisición de vitrales y el órgano, pues ya la iglesia contaba con detalles de obra blanca como el pavimento, el baptisterio e incluso las bancas.
El instrumento de viento fue solicitado a la Casa Balbiani de Milán en 1924, e infortunadamente estuvo expuesto a un penoso deterioro, pues permaneció por un largo tiempo en las bodegas de la costa, ya que la sequía del Río Magdalena hacía imposible su envío al interior del país. La casa aseguradora tuvo que costear el viaje a Europa de Gabriel Vieco para traer todos los elementos que se habían perjudicado; posteriormente fue instalado en 1927.
Los 38 vitrales, que representan los misterios del rosario, fueron solicitados a Italia en 1926 y costaron de 11.000 pesos. En el mismo año fueron solicitadas a ese país las dos grandes campanas, que fueron donadas por Raimundo Londoño y Juan de Jesús Londoño y costaron 1900 pesos. Luego, en 1929 y del mismo país fue traído el Viacrucis que costó 6500 pesos. Cada estación fue realizada en mármol blanco y de forma muy sobria. 
El altar central y los laterales fueron traídos igualmente de Italia y diseñados en 1938; tuvieron la desgracia de perderse al caer al río. Fueron nuevamente pedidos diez años más tarde, junto con el púlpito, el pavimento del presbiterio y el comulgatorio (barandilla) e inaugurados el 15 de septiembre del mismo año por el obispo Joaquín García Benítez. El atrio, que tiene 25 varas de largo por 10 de ancho (23,50 x 8,50 metros), fue cedido por el Municipio en canje por el terreno de la antigua capilla. Esta última ubicada en la mitad de lo que es hoy la plaza, en el sitio que ocupa el parque.
La construcción fue dirigida por el envigadeño Heliodoro Ochoa Escobar, autodidacta formado por Carré. También fue director de la construcción Eladio Gómez quien, por algunas problemas se trasladó a San Roque donde construyó otro templo.
Al templo le han realizado dos intervenciones. La primera de ellas consistió en cubrir el artesonado del techo con cielo raso de latón troquelado, decorado con colores locales. Luego, en 1979 a raíz de un temblor de tierra, la iglesia sufrió serias averías. Por lo cual fue sometida a reparaciones que incluyeron el amarre de toda su estructura con hormigón armado, intervención que duró siete años y que la dejaron con el aspecto que hoy presenta.
En 1988 el Papa Juan Pablo II por la Bula 'Qui Peculiari' creó la diócesis de Girardota estableciendo a este municipio como cabecera de la nueva Iglesia particular y el templo parroquial fue elevado al rango de Catedral de la nueva diócesis.

## Descripción

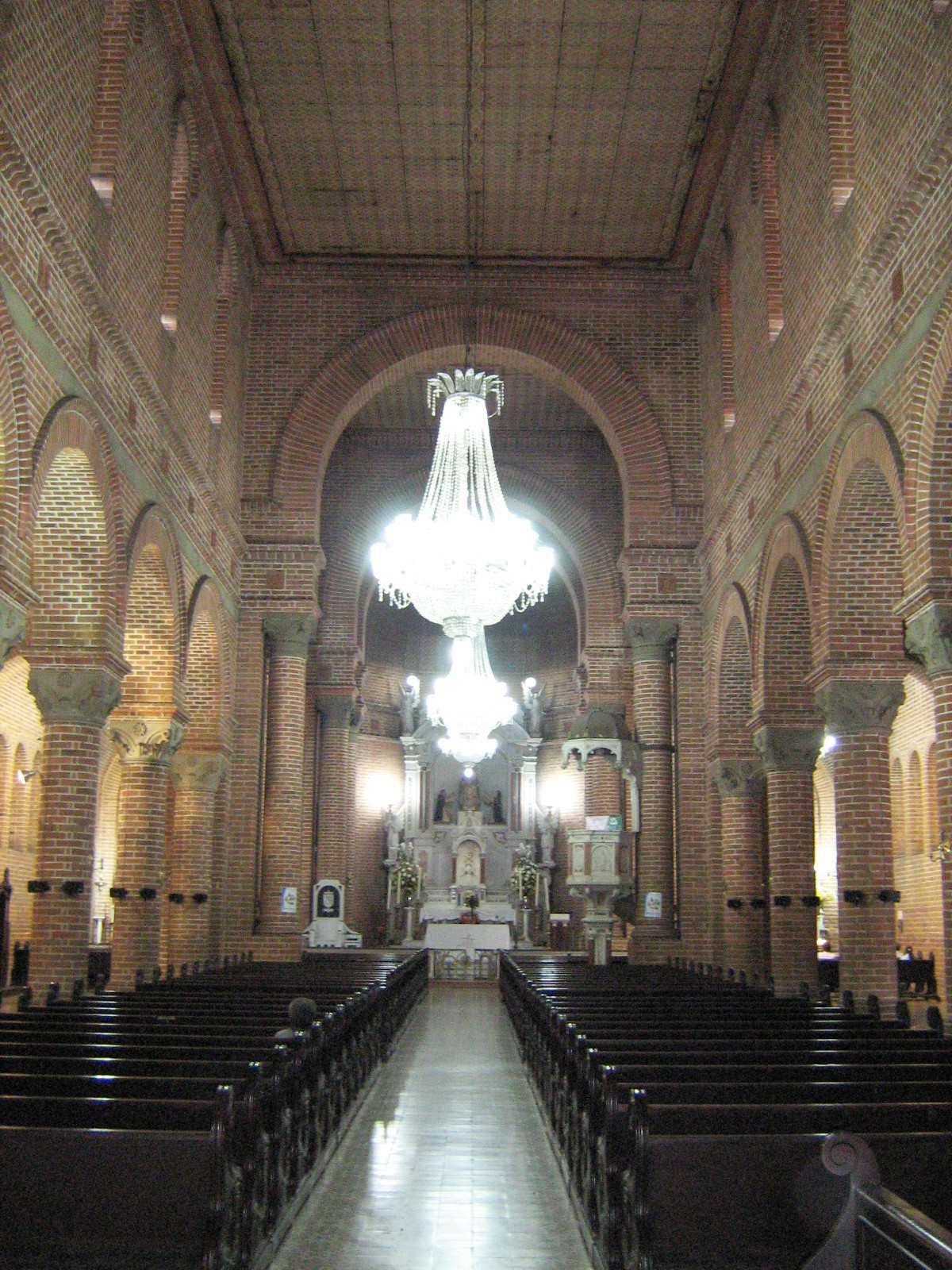
Nave central de la Catedral.

La Catedral de Girardota se encuentra emplazada en sentido oriente-occidente con una pendiente pronunciada hacia el levante, de más o menos un nivel de altura. Es un templo fue construido bajo los parámetros del estilo neorrománico, una reinterpretación del estilo románico, llevado a cabo en la catedral de forma muy sobria y sencilla, es de planta rectangular y su conformación está dada de la siguiente manera: Una nave central, la de mayor importancia, remata en el altar mayor (elevado 80 centímetros por encima del nivel de acceso), cubierto por adobe de forma hexagonal. Dos naves laterales demarcadas por columnas que rematan en altares menores. Por último la fachada está compuesta por una torre de base rectangular, que parte de la nave central enmarcando el acceso; su volumetría responde totalmente a la disposición y composición espacial del interior de este templo.

### Sistema constructivo
El edificio está compuesta por 16 columnas en la nave central y 6 en el altar, de forma cilíndrica, construidas en ladrillo macizo, con diámetro de 0,75 metros, y con pedestal de 1 x 1 metro. Muros portantes de 1 metro de ancho en la fachada, en la medianería de 0,80 metros, y en la pared crítica, la que soporta más esfuerzos, como la de los altares, 1,60 metros. Sus fundaciones fueron realizadas también en ladrillo macizo, dispuestos en forma piramidal, alcanzan aproximadamente 2 metros de altura. A diferencia de la Catedral de Medellín, donde los cimientos se levantaron sobre la roca pegados en argamasa.

### Datos técnicos
- Lote: 1571 metros cuadrados. Fondo: Sin atrio 57 metros. Con atrio 66 metros.
- Área construida: 1887,80 metros cuadrados
- Número de pisos: 5 niveles
- Altura: 38 metros aproximadamente (equivalentes a 12 pisos)